# Перемышльская и Горлицкая епархия
Пере́мышльская и Го́рлицкая епархия (пол. Diecezja przemysko-gorlicka) — епархия Польской Православной Церкви с центром в Горлице. Территориально расположена в пределах Подкарпатского и восточной части Малопольского воеводств. Возглавляется епископом Паисием (Мартынюком).
Особенностью епархии является то, что богослужения совершаются по галицкому обряду на церковнославянском языке киевского извода.

## Названия
- Перемышльская и Червенская (с 1220)
- Перемышльская и Самборская (с 1241, снова с 1347)
- Перемышльская, Самборская и Санокская (с июня 1662)
- Перемышльская и Самборская (ноябрь 1680—1691/1692)
- Перемышльская и Новосондецкая (6 сентября 1983 — 25 августа 2016)
- Перемышльская и Горлицкая (с 25 августа 2016)

## История
Годом учреждения православной епархии в Перемышле указывают 1026, 1087, или 1120 год. Она была веделена из состава Владимиро-Волынской епархии
Некоторое время она принадлежала к Галицкой митрополии, а в 1692 году значительная часть духовенства и верующих уклонилось в унию. Те, кто отверг унию, пострадали экономически, некоторые подверглись преследованиям. Последний православный монастырь, не принявший унию — Манявский скит, был разрушен в июле 1786 года австрийской артиллерией.
К Второй мировой войны Православная Церковь в Галиции, в частности, на Лемковщине, действовала нелегально. Во время немецкой оккупации в Генерал-губернаторстве для православных лемков и галичан — действовала Краковская, Лемковская и Львовская епархия. После Второй мировой войны православные приходы Лемковщины принадлежали к Лодзинской епархии.
В 1983 году православную Перемышльскую епархия была возрождена, будучи выделена из состава Варшавской епархии. В основном епархия обслуживала этнических украинцев. По воспоминаниям архиепископа Адама (Дубца): «В 80-х годах, когда наступила „Солидарность“, изменились обстоятельства в государстве и политика в отношении нас, украинцев. Тогда наши люди обратились к Митрополии и к центральной власти Польши с просьбой восстановить Перемишскую православную епархию, а меня просили рукоположиться в сан архиерейский. Мне нелегко было в те времена принять решение, согласиться, но наши верующие настаивали: „Есть возможность, и когда государство соглашается, то надо с того воспользоваться“».
После демократизации Польши конце 1980-х — в начале 1990-х и введения свободы вероисповедания положение епархии улучшилось. В 1994 году в юрисдикцию епархии перешел греко-католический Вуйковицкий монастырь.
1 апреля 2008 года создана Горлицкая викарная кафедра, на которую был назначен наместник Супрасльского монастыря архимандрит Гавриил (Гиба), однако он отказался. 10 марта 2009 года на кафедру назначен епископ Паисий (Мартынюк).

## Епископы
- … (имена епископов не сохранились)
- Антоний (Андрейкович) (1220—1225)
- Иларион (? — 1254)
- Авраамий (1254 — упом. 1271)
- Иеремия (упом. 1282)
- Сергий (1283—1287)
- Мемнон (1287—1292)
- Иларион (1292—1302[3])
- Евфимий (1302 — ?)
- Георгий (упом. 1315)
- Иоаким (? — 1328)
- Марк (май 1328 — упом. 1341)
- Кирилл (Волошин) (упом. 1353)
- Иларион (1366—1370)
- Василий (1371 — упом. 1375)
- Иларион (1387—1392)
- Афанасий (1397 — упом. 1407)
- Павел (Червенский) (1410—1414)[4]
- Геласий (1414—1421)
- Илия (Исаия) (1421 — упом. 12 октября 1422[5])
- Афанасий (Драгоевский-Корчан) (1440—1443)
- Антоний (1449 — ?)
- Иоанникий (1451 — ?)
- Иоанн (Бирецкий) (упом. 1462—1467[6])
- Иоанникий (Иванка) (или Ивонка; 1469—1476)[7]
- Иоанникий (упом. 1491—1497)
- Антоний (Оники) (1499—1520)
- Иоаким (1522—1528[8])
- Лаврентий (Терлецкий) (1528 — упом. 1535)
- Арсений (1539—1549)
- Антоний (Радиловский) (1549—1581)
- Иоанн (Радиловский) (1578—1580)
- Стефан (Брылинский) (1581 — февраль 1591)
- Гедеон (Балабан) (1591) в/у, еп. Львовский
- Михаил (Копыстенский) (август 1591 — январь 1610)
- Исаия (Копинский-Борисович) (6 октября 1620 — до 15 августа 1628)
- Иоанн (Попель) (1633—1634) в/у
- Сильвестр (Гулевич-Воютинский) (1636—1645/1650)
- Антоний (Винницкий) (1659—1679) до 27 июня 1662  — в/у, архим., нареченный еп. Перемшльский
- Георгий (Гошовский) (1667—1675)
- Иннокентий (Винницкий) (1677—1691) до 21 ноября 1680 — в/у, иером., нареченный еп. Перемышльский[9]

1691/1692 — 1983 — пресеклась
- Адам (Дубец) 30 октября 1983[10] — 2016
- Паисий (Мартынюк) с 2016 — н.в.

## Благочиния
- Горлицкое
- Перемышльское
- Санокское

## Монастыри
- Монастырь покрова Пресвятой Богородицы в Высова-Здруй

ликвидированные
- Монастырь святых Кирилла и Мефодия (мужской; Уйковице, гмина Пшемысль, Перемышльский повят, Подкарпатское воеводство)